# .mo
.mo és el domini de primer nivell territorial (ccTLD) de Macau.
D'aquest registre se n'encarrega el Macao Network Information Centre (MONIC). L'operava la Universitat de Macau des de 1992, però des del 12 de març de 2011, se n'encarrega HNET Asia Limited per encàrrec del govern de Macau.
El registre a nivell dos només el poden fer les entitats que ja han registrat el mateix nom al nivell tres.
.com.mo - entitats comercials
.edu.mo - institucions educatives
.gov.mo - departaments del govern
.net.mo - proveïdors de servei de xarxa
.org.mo - organitzacions sense ànim de lucre